# Gestreepte ombervis
De gestreepte ombervis (Cynoscion striatus) is een straalvinnige vis uit de familie van ombervissen (Sciaenidae) en behoort derhalve tot de orde van baarsachtigen (Perciformes). De vis kan een lengte bereiken van 60 cm.

## Leefomgeving
Cynoscion striatus is een zoutwatervis. De vis prefereert een subtropisch klimaat en leeft hoofdzakelijk in de Atlantische Oceaan. De diepteverspreiding is 0 tot 60 m onder het wateroppervlak.

## Relatie tot de mens
Cynoscion striatus is voor de visserij van aanzienlijk commercieel belang. In de hengelsport wordt er weinig op de vis gejaagd.